# دی هاویلند هاوک موث

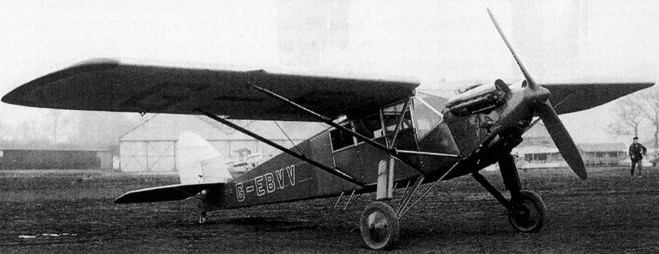
اولین پرواز 7 دسامبر 1928

دی هاویلند هاوک موث (به انگلیسی: De_Havilland_Hawk_Moth) یک هواگرد ملخ‌پیشین تک‌موتوره از نوع تک باله ساخت شرکت د هویلند است. هواگرد دی‌هاویاند دی‌اچ. ۷۵ هاوک‌موس نخستین پروازش را در ۷ دسامبر ۱۹۲۸ میلادی انجام داد. در مجموع، تعداد ۸ فروند از این هواگرد ساخته شده‌است.